# Пруси (Вармінсько-Мазурське воєводство)
Пруси (пол. Prusy) — село в Польщі, у гміні Рибно Дзялдовського повіту Вармінсько-Мазурського воєводства.
Населення — 80 осіб (2011).
У 1975-1998 роках село належало до Цехановського воєводства.

## Демографія
Демографічна структура станом на 31 березня 2011 року:
|          | Загалом | Допрацездатний вік | Працездатний вік | Постпрацездатний вік |
| -------- | ------- | ------------------ | ---------------- | -------------------- |
| Чоловіки | 41      | 10                 | 25               | 6                    |
| Жінки    | 39      | 9                  | 20               | 10                   |
| Разом    | 80      | 19                 | 45               | 16                   |